# Synoicum arenaceum
Synoicum arenaceum är en sjöpungsart som först beskrevs av Wilhelm Michaelsen 1924.  Synoicum arenaceum ingår i släktet Synoicum och familjen klumpsjöpungar. Inga underarter finns listade i Catalogue of Life.